# لیاچچیزی
لیاچچیزی (به لاتین: Lyachchyzy) یک روستا در بلاروس است که در منطقه بریست واقع شده‌است.